# Johannes Henricus Ursinus
Johannes Henricus Ursinus (sinonímia: Johannes Heinrich Ursin, John Henry Ursinus, Giovanni Enrico Ursino, Iohannes Henricus Ursinus, Jan Hendrik Ursin) (1608-1667) (* Speyer, 26 de Janeiro de 1608 - † Ratisbona, 14 de Maio de 1667), foi humanista, teólogo, pregador, erudito e Reitor de Ratisbona e Mogúncia.

## Biografia
Estudou as raízes orientais da filosofia ocidental e foi o autor de uma enciclopédia escolástica.  Foi reitor da Universidade de Mogúncia e pregador na cidade de Weingarten, Speyer e Ratisbona e estudou em Estrasburgo.
A sua obra Arboretum Biblicum, que foi publicada em 1663, foi a primeira tentativa importante para criar uma concordância de referências botânicas na Bíblia, e precede ao Hierozoicon, um compêndio zoológico de animais bíblicos, escrito por Samuel Bochart (1599-1667)   .  
Ao todo Ursinus editou 137 obras em 153 publicações que foram traduzidas para três idiomas.
O botânico alemão Joseph Gaertner (1732-1791) batizou o gênero de planta Ursinia em sua homenagem.

## Obras
- Musagetes, seu de studiis recte instituendis consilium, Ratisbona 1656, Nuremberg 1659, Leipzig 1678
- Atrium Latinitatis sive Commentarius locuples in Januam Comenianam, Frankfurt 1657
- Progymnastices oratoriae epitome, praxin grammaticam, dialecticam, rhetoricam, Nuremberg 1659
- Analecta rhetorica sive progymnasmata sacrae profanaeque eloquentiae libri II, Nuremberg 1660
- De Zoroastre Bactriano, Hermete Trismegisto, Sanchoniathone Phoenicio eorumque scriptis et aliis contra Mosaicae scripturae antiquitatem exercitationes familiares, Nuremberg 1661
- Tyrocinium historico-chronologicum sive in Historiam Sacram et Profanam Universalem Brevis Manuductio in Usum Iuventutis, Frankfurt 1662.
- Epitome metaphysicae, Nuremberg 1664
- Compendium Topicae generalis, Nuremberg 1664
- Compendium Logicae Aristotelicae, Ratisbona 1664
- Encyclopaedia scholastica sive artium, quas vocant liberalium prima rudimenta, Nuremberg 1665
- De fortuna, Christophorus Ursinus ad panegyrin solemnem qua Johannes Brunnemannus viro Christiano Wildvogeln publ. collaturus, humanitate invitat, Frankfurt 1668